# Герасимов, Михаил Михайлович
Михаи́л Миха́йлович Гера́симов (2 [15] сентября 1907, Санкт-Петербург, Российская империя — 21 июля 1970, Москва, РСФСР, СССР) — советский физический антрополог, археолог и скульптор, доктор исторических наук (1956), заслуженный деятель науки РСФСР (1969). Автор оригинальной методики антропологической реконструкции лица, используемой в пластической анатомии — так называемого «метода Герасимова».

## Биография
Родился 2 (15) сентября 1907 года в Санкт-Петербурге в семье врача. В 1912 году его отец, Михаил Петрович Герасимов, переехал со всей семьёй в Иркутск, где Михаил провёл свои детские и юношеские годы.
C 11 лет Михаил, вместе с Бернгардом Петри, принимал участие в археологических раскопках стоянки каменного века Верхоленской Горы, а с 13 лет стал проводить много времени в анатомическом музее при медицинском факультете Иркутского университета, где работал Петри. В 1922 году юный Михаил стал членом краеведческого общества «Кружок народоведения», организованного Бернгардом Петри при Иркутском университете.
Был увлечён работами Жоржа Кювье и его опытами по реконструкции облика вымерших животных, с этого времени Михаил Герасимов активно занялся изучением анатомии человека. В 14 лет Герасимов самостоятельно открыл неолитическое погребение, в 17 лет нашёл палеолитическое местонахождение у Переселенческого пункта и в 18 лет опубликовал свою первую научную статью в «Записках студенческого научного кружка краеведения».
В 1928 году Герасимов прибыл в деревню Мальта́ (Иркутская область), где незадолго до этого местным жителем был обнаружен бивень мамонта. Его исследовательская работа привела к открытию всемирно известной верхнепалеолитической стоянки «Мальта́», которую Михаил Герасимов позднее исследовал. В 1931 году в Иркутске вышел его первый труд «Мальта. Палеолитическая стоянка (предварительные данные): результаты работ 1928/29 г.»
В 1931 и 1936 годах исследовал Фофановский могильник у села Фофаново в Кабанском районе Бурятии.
В 1932 году Михаил Герасимов вернулся в Ленинград, где совмещал аспирантуру в Государственной академии истории материальной культуры с работой в реставрационной мастерской Эрмитажа. В 1937 стал старшим научным сотрудником Института истории материальной культуры АН СССР, продолжал раскопки на Мальте в 1934 и 1937 годах.
В 1939—1944 годах жил и работал в Самарканде. Создал скульптурные портреты-реконструкции ряда исторических личностей. В 1941 году в составе экспедиции по установлению подлинности могилы Тамерлана, под руководством Т. Н. Кары-Ниязова, участвовал во вскрытии усыпальницы Гур-Эмир.
В 1944 году вместе с семьёй переехал в Москву, где работал в Институте истории материальной культуры.
В 1950—1970 годах Михаил Герасимов был первым руководителем Лаборатории пластической реконструкции при Институте этнографии Академии наук СССР. В 1950 году учёный был удостоен Сталинской премии 3-й степени за книгу «Основы восстановления лица по черепу», вышедшую в 1949 году. В 1956 году Герасимов защитил докторскую диссертацию на основе своего нового труда «Восстановление лица по черепу».
С 1966 года входил в редколлегию журнала Бюллетень Комиссии по изучению четвертичного периода.
Скончался 21 июля 1970 года в Москве. Похоронен на Новодевичьем кладбище.

## Семья
Супруга — Тамара Сергеевна Ван-дер-беллен (1911—2000), стенографистка, работала в президиуме Верховного Совета СССР. Дочери:
- Маргарита Михайловна Герасимова, антрополог[11].
- Ксения Михайловна Герасимова, филолог.
- Татьяна Михайловна Герасимова (1939—2003), преподаватель французского языка.
- В эвакуации в Ташкенте была удочерена ещё одна девочка[12].

## Научная деятельность
За свою практику учёный восстановил облик более 200 представителей человеческого рода и выполнил 23 портрета исторических личностей. В Биологическом музее имени К. А. Тимирязева и Кунсткамере хранится несколько десятков бюстов, скульптур и слепков, выполненных Михаилом Герасимовым.

«Мысль о возможности восстановить облик древнего человека возникла у меня очень давно. Осуществление потребовало многих лет подготовки, так как мне пришлось самостоятельно разработать методику восстановления лица по черепу. Параллельно со своей археологической работой я изучал антропологический материал, препарировал головы, измеряя толщину мускульного покрова… Много времени прошло, прежде чем я рискнул предложить на суд антропологов свои работы»

Свои первые работы по восстановлению облика древнего человека Герасимов выполнил в 1927 году, в возрасте 20 лет, — реконструировав питекантропа и неандертальца. В 1945 году воссоздал внешность позднего неандертальца из грота Ла-Шапель-о-Сен во Франции и кроманьонцев со стоянки Сунгирь недалеко от Владимира.
В 1939 году по поручению Института истории материальной культуры и Института этнографии Академии Наук СССР, создал скульптурную реконструкция князя Ярослава Мудрого, а также князя Андрея Боголюбского.
В 1940-41 годах — контрольный опыт Герасимова совместно с кафедрой судебной медицины по восстановлению лиц 12-ти черепов, принадлежащих людям различного пола и национальностей. После сравнения с прижизненными фотографиями комиссия официально заключила, что метод Герасимова по восстановлению портретного сходства может использоваться в криминалистике для опознания.
В 1941—42 годах создал скульптурные портретные реконструкции ряда исторических личностей тимуридов: Тамерлана, Шахруха, Миран-шаха, Улугбека, Мухаммад Султана.
1945 год — реконструкция внешности адмирала Ф. Ф. Ушакова.
1946 год — на основании антропологического изучения материала, полученного в результате археологических раскопок, выполнен скульптурный портрет скифского царя Скилура. В 1947 году воссоздан образ князя Всеволода Святославича.
1961 год — по запросу Академии наук ГДР Герасимов участвовал в реконструкция внешности и идентификации поэта Фридриха Шиллера.
В 1964 году Герасимовым была создана реконструкция по черепу царя Ивана Грозного, а в следующем году им был восстановлен образ Фёдора Ивановича, на основании антропологических исследований содержимого гробниц Архангельского собора.

## Галерея
- Неандерталец из грота Ла-Ферраси (Франция) в профиль
- Неандерталец из грота Ла-Ферраси анфас
- Неандертальская женщина из Гибралтара
- Голова неандертальского подростка из пещеры Тешик-Таш
- «Классический» неандерталец из грота Ла-Шапель-о-Сен (Государственный исторический музей, Москва)
- Неандертальский подросток из пещеры Тешик-Таш (Узбекистан) (Биологический музей имени К. А. Тимирязева)

## Память
- Произведения Михаила Герасимова представлены во многих биологических, антропологических и исторических музеях.
- В 2007 году была выпущена монета к 100-летию со дня рождения М. М. Герасимова.
- Варлам Шаламов посвятил Михаилу Герасимову стихотворение «Памяти скульптора Герасимова»[20].

## В популярной культуре
В фильме «Дневной дозор» эксгумация Герасимовым Тамерлана 22 июня 1941 года представлена как нарушение древнего проклятия, которое привело к началу Великой Отечественной войны, поворотный момент которой совпал с последующим перезахоронением Герасимовым черепа древнего завоевателя.